# Scalaribalcis
Scalaribalcis is een geslacht van weekdieren uit de klasse van de Gastropoda (slakken).

## Soort
- Scalaribalcis angulata (Mandahl-Barth, 1949)